# Вавпча вас при Добрничу
Вавпча вас при Добрнич (словен. Vavpča vas pri Dobrniču) је насељено место у општини Требње, регија Југоисточна Словенија, Словенија.

## Историја
До територијалне реорганизације у Словенији било је у саставу старе општине Требње.

## Становништво
У попису становништва из 2011. године, Вавпча вас при Добрничу је имало 52 становника.
| Број становника према пописима | Број становника према пописима | Број становника према пописима |
| ------------------------------ | ------------------------------ | ------------------------------ |
| 1991                           | 2002                           | 2011                           |
| 46                             | 47                             | 52                             |

Напомена: До 1955. исказивано под именом Вавпча вас.